# ريمون ستيل هول
ريمون ستيل هول (بالإنجليزية: Raymond Steele Hall)‏ (30 نوفمبر 1928 – 10 يونيو 2024) هو رئيس الوزراء الأسترالي الأسبق، ومؤسس الحركة الليبرالية في أستراليا عام 1972م. قام هول بتأسيس هذه الحركة كمجموعة داخلية في حزب تحالف الدولة والليبرالية لكي تقف في وجه المعارضة، وذلك بهدف تحقيق الإصلاح المنشود داخل الحزب من أجل خدمة أستراليا. وبعد ذلك استقل هول بهذه الحركة وشكل حزب ليبرالي تقدمي مستقل. تم دعم هول في الانتخابات الفيدرالية عام 1974م، وتم انتخابه في مجلس الشيوخ الأسترالي.